# Triticum turgidum
El trigo túrgido (Triticum turgidum) se considera que es un antiguo pariente de los trigos duros modernos. La identificación del trigo túrgido ha sido confusa y se le ha clasificado como Triticum turgidum polonicum o como Triticum turgidum turanicum. En Estados Unidos es conocido comercialmente con la marca "Kamut". Más recientemente, los taxonomistas especializados en trigo de los EE. UU. y Rusia han identificado el trigo turgidum como Triticum turgidum durum, tetraploide similar a un cultivar egipcio Egiptianka.
El trigo túrgido llegó a los EE. UU. aproximadamente en la década de 1950, cuando un aviador estadounidense envió por correo 36 granos desde Egipto a su padre en Montana. Se cultivó y comercializó durante unos años, pero se suspendió debido a la falta de mercados y a su rendimiento inferior a otras variedades de trigo.
En 1977, la familia Quinn aseguró y seleccionó semillas remanentes, que registró como "QK 77" y nombró como trigo turgidum, en alusión al trigo en el antiguo Egipto. La producción de Kamut en los EE. UU. se determina a través de contratos exclusivos y se requiere la certificación orgánica del cultivo. Se comercializa principalmente a través de tiendas de alimentos saludables.
El trigo turgidum contiene gluten, no es apto para el consumo de personas celíacas, ni alérgicas al trigo. Las variedades de trigo duro, como el trigo turgidum, contienen mayor cantidad de prolaminas alergénicas que los trigos blandos.

## Nombres comunes
- trigo ramoso, trigo racimal, trigo de San Isidro, trigo de Esmirna, trigo del milagro, trigo redondillo velloso, trigo recio blanco de Navarra, trigo rubión blanco de Segorbe, trigo jeja de monte y arisnegro de varias partes, trigo moruno y macho de Madrid, trigo blanquillo rampludo de Bañares, trigo blanco de Borja, trigo recio rubio de Navarra, trigo marroquí o de provisión de la Rioja, trigo de Egipto, así llamado en Jaca; trigo sietespiguín de Extremadura, trigo racimudo de Corella, trigo moruno de varias partes.[8]